# Kjeld Pedersen
 Ikke at forveksle med Keld Pedersen og Kjeld Petersen.
Kjeld Christian Johan Pedersen (1. februar 1917 i Næstved – 1982) var en dansk pilot.
Under Anden Verdenskrig forsøgte han sammen med to pilotkollegaer og venner, Thomas Sneum og Christian Michael Rottbøll, at nå England for at flyve i det britiske Royal Air Force (RAF). I en spektakulær bedrift fløj han sammen med Thomas Sneum over Nordsøen i et lille Hornet Moth-fly natten mellem den 21. og 22. juni 1941.
Både Pedersen og Sneum blev tilbudt at indgå i det engelsk SIS som agenter, og mens Sneum accepterede, afslog Pedersen.
Den 27. juni allerede fem dage efter landingen blev Pedersen overført til RAF's træningsskole i Woking, Surrey.
Fra 6. december 1942 fløj Pedersen i Nordafrika med Hawker Hurricane indtil 28. januar 1944.
Fra marts 1944 fløj han fra en RAF-base i Cottishall, Norfolk, England.
I april begyndte han at flyve Spitfire og kom uskadt ud af krigen.
Efter krigen var Kjeld Pedersen i det danske flyvevåben og endte som oberstløjtnant.

## Ekstern henvisning
1. Pedersen, Kjeld Christian Johan (1917 – 1982). Danish WW2 Pilots

## Henvisning
1. ↑  Jørgen Hæstrup i bogen Kontakt med England staver navnet "Kjeld Petersen". Også Den Store Dansk staver navnet med 't' www.denstoredanske.dk.
2. 1 2  Mark Ryan (2008). The hornet's sting.